# 岳堡镇
岳堡镇，原为岳堡乡，是中华人民共和国甘肃省平凉市庄浪县下辖的一个乡镇级行政单位。2018年3月撤乡设镇。区划代码改为620825110。

## 行政区划
岳堡镇下辖以下地区：
南岔村、岔局村、王岔村、吴家村、埂塄村、大湾村、蒋寺村、蔡家村、下闫村、岳堡村、岔口村和崔家村。